# Nick Chubb
Pour les articles homonymes, voir Chubb.
(en) Statistiques sur pro-football-reference
Nicholas Jamaal Chubb, né le 27 décembre 1995 à Cedartown dans l'État de Géorgie, est un joueur américain de football américain.
Il joue pour les Browns de Cleveland en National Football League (NFL) au poste de running back. Son cousin, Bradley Chubb, est également joueur de la NFL.

## Biographie

### Carrière universitaire
Étudiant à l'Université de Géorgie, il a joué pour l'équipe des Bulldogs de 2014 à 2017.

### Carrière professionnelle
Il est sélectionné au deuxième tour par les Browns de Cleveland, au 35e rang, lors de la draft 2018 de la NFL. Il commence la saison 2018 comme troisième running back derrière les vétérans Carlos Hyde et Duke Johnson, mais se fait remarquer lors de la semaine 4 face aux Raiders d'Oakland avec des touchdowns au sol de 63 et 41 yards. Il devient le running back titulaire des Browns lors de la semaine 7 après l'équipe ait échangé Carlos Hyde aux Jaguars de Jacksonville. Il devient un joueur important dans l'attaque au sol des Browns et termine sa première saison professionnelle avec 996 yards et 8 touchdowns à la course, en plus de marquer 2 autres touchdowns à la réception.
Il reprend là où il a laissé la saison suivante en courant pour 1 494 yards, bon pour le deuxième rang de la ligue à ce niveau derrière Derrick Henry des Titans du Tennessee, et obtient une première sélection au Pro Bowl pour ses performances.

## Statistiques
| Année  | Équipe              | MJ |                 | Courses         | Courses         | Courses         | Courses         |                 | Passes réceptionnées | Passes réceptionnées | Passes réceptionnées | Passes réceptionnées |  | Fumbles | Fumbles |
| Année  | Équipe              | MJ | Nb.             | Yards           | Moy.            | TD              | Nb.             | Yards           | Moy.                 | TD                   | Nb.                  | Perdus               |  |         |         |
| 2018   | Browns de Cleveland | 16 | 192             | 996             | 5,2             | 8               | 20              | 149             | 7,4                  | 2                    | 0                    | 0                    |  |         |         |
| 2019   | Browns de Cleveland | 16 | 298             | 1 494           | 5               | 8               | 36              | 278             | 7,7                  | 0                    | 3                    | 3                    |  |         |         |
| 2020   | Browns de Cleveland | 12 | 190             | 1 067           | 5,6             | 12              | 16              | 150             | 9,4                  | 0                    | 1                    | 1                    |  |         |         |
| 2021   | Browns de Cleveland | 14 | 228             | 1 259           | 5,5             | 8               | 20              | 174             | 8,7                  | 1                    | 2                    | 1                    |  |         |         |
| 2022   | Browns de Cleveland | ?  | Saison en cours | Saison en cours | Saison en cours | Saison en cours | Saison en cours | Saison en cours | Saison en cours      | Saison en cours      | ?                    | ?                    |  |         |         |
| Totaux | Totaux              | 58 | 908             | 4 816           | 5,4             | 36              | 92              | 751             | 7,7                  | 3                    | 6                    | 5                    |  |         |         |

| Année  | Équipe              | MJ |     | Courses | Courses | Courses | Courses |       | Passes réceptionnées | Passes réceptionnées | Passes réceptionnées | Passes réceptionnées |  | Fumbles | Fumbles |
| Année  | Équipe              | MJ | Nb. | Yards   | Moy.    | TD      | Nb.     | Yards | Moy.                 | TD                   | Nb.                  | Perdus               |  |         |         |
| 2020   | Browns de Cleveland | 2  | 31  | 145     | 4,7     | 0       | 6       | 73    | 12,2                 | 1                    | 0                    | 0                    |  |         |         |
| Totaux | Totaux              | 2  | 31  | 145     | 4,7     | 0       | 6       | 73    | 12,2                 | 1                    | 0                    | 0                    |  |         |         |